# Laurent Jans
Laurent Jans (* 5. August 1992 in Luxemburg-Stadt) ist ein luxemburgischer Fußballspieler.

## Karriere

### Verein
Der Abwehrspieler stammt aus der Jugend des FF Norden 02 aus dem nordluxemburgischen Weiswampach, für den er im Alter von 16 Jahren bereits im Seniorenbereich in der ersten Mannschaft zum Einsatz kam. Im Sommer 2011 wechselte zu CS Fola Esch in die BGL Ligue und wurde mit der Mannschaft in den Jahren 2013 und 2015 luxemburgischer Meister. Nach einem Probetraining im Sommer 2015 verpflichtete ihn der belgische Erstligist Waasland-Beveren, bei dem er rasch zum Stammspieler wurde. Im Juni 2018 verließ er den Verein und unterschrieb für drei Jahre beim französischen Erstligaabsteiger FC Metz. Nach einer Saison mit nur neun Einsätzen in der Ligue 2, an deren Ende er mit dem FC Metz den Wiederaufstieg in die erste Liga erreichte, wurde er im Sommer 2019 an den deutschen Bundesliga-Aufsteiger SC Paderborn 07 ausgeliehen. Über den Leihvertrag hinaus hatte Paderborn eine Kaufoption. Jans betritt in der Saison 2019/20 für den SC Paderborn 22 von 34 Bundesligaspielen und spielte zweimal im DFB-Pokal. Das Team stieg am Saisonende als Tabellenletzter aus der Bundesliga ab. Nach Ende der Leihe kehrte er nach Metz zurück, bestritt aber in der Saison 2020/21 kein Spiel. Anfang Oktober 2020, unmittelbar vor Ende der aufgrund der COVID-19-Pandemie verlängerten Transferperiode, wechselte Jans zum belgischen Erstdivisionär Standard Lüttich. Nachdem er zum Saisonende kaum noch eingesetzt worden war, unterschrieb er beim niederländischen Erstdivisionär Sparta Rotterdam einen bis 2023 laufenden Vertrag. Doch schon ein Jahr später wechselte der Abwehrspieler weiter zum deutschen Drittligisten Waldhof Mannheim. Im Sommer 2024 kehrte er nach 67 Pflichtspielen (3 Tore) dem Verein den Rücken und wechselte erneut zum belgischen Zweitligisten SK Beveren.

### Nationalmannschaft
Seit Oktober 2012 gehört Jans dem Kader der Luxemburgischen A-Nationalmannschaft an und bestritt bisher 103 Länderspiele, in denen er ein Tor erzielen konnte. Dieses erzielte der Kapitän der Auswahl am 2. Juni 2019 beim Testspiel gegen Madagaskar, als er in der Nachspielzeit zum 3:3-Endstand traf. Seit dem 26. März 2024 ist er außerdem Rekordspieler seines Landes und überholte seinen ehemaligen Teamkollegen Mario Mutsch, der 101 A-Länderspiele für Luxemburg absolvierte.

## Erfolge
CS Fola Esch
- Luxemburgischer Meister: 2013, 2015

FC Metz
- Meister der Ligue 2 und Aufstieg in die Ligue 1: 2019

## Auszeichnungen
- Fußballer des Jahres in Luxemburg: 2015